# 인그라 리베라토
인그라 리베라토(Ingra Liberato, 1966년 9월 21일 ~ )는 브라질의 배우이다.